# NGC 2513
NGC 2513 (другие обозначения — UGC 4184, MCG 2-21-9, ZWG 59.25, PGC 22555) — эллиптическая галактика (E) в созвездии Рак.
Этот объект входит в число перечисленных в оригинальной редакции «Нового общего каталога».
В галактике вспыхнула сверхновая SN 2010ja типа Ia, её пиковая видимая звездная величина составила 17,9.